# Gumbertuskapelle (Mainstockheim)

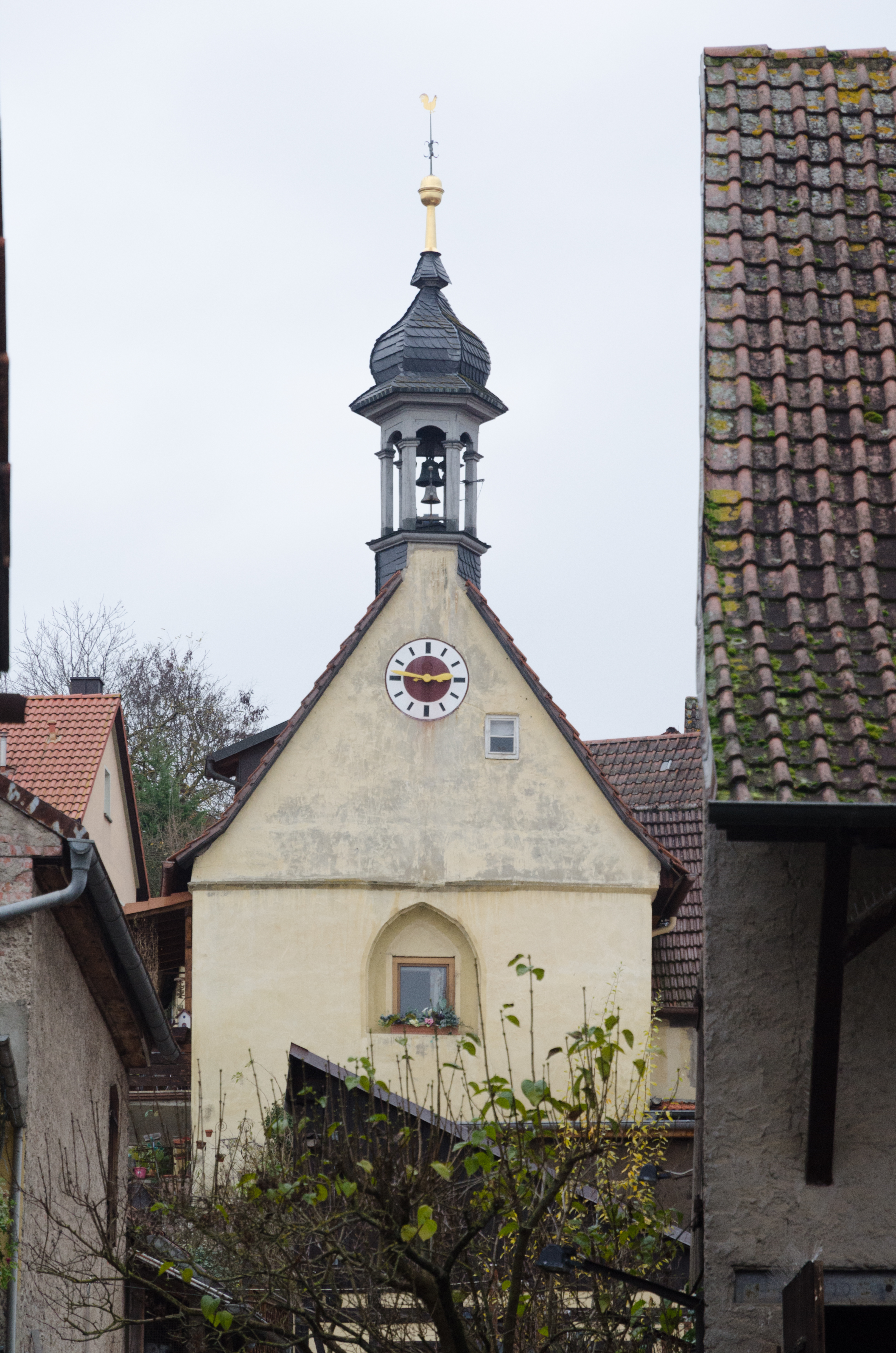
Gumbertuskapelle in Mainstockheim

Die Gumbertuskapelle in Mainstockheim,  einer Gemeinde im unterfränkischen Landkreis Kitzingen (Bayern), wurde im 15. Jahrhundert errichtet. Die ehemalige Kapelle an der Gumbertusgasse 9 ist ein geschütztes Baudenkmal.

## Geschichte
Um die als „Gumbertla“ bezeichnete Kapelle entstand der erste Siedlungskern von Mainstockheim. Der Dorfkern bestand aus einem befestigten Gutshof und der Gumbertuskapelle, die im Jahre 1059 von Ansbacher Mönchen erbaut worden sein soll. Das Gumbertla trägt den Namen des heiligen Gumbert, eines Bischofs von Würzburg.
Der zweigeschossige Satteldachbau mit barockem Dachreiter entstand im Kern im 15. Jahrhundert. Im Jahr 1817 wurde die Gumbertuskapelle verkauft und danach zu einem Wohnhaus umgebaut.